# 下团柏九天圣母庙
下团柏九天圣母庙，位于山西省临汾市汾西县下团柏乡下团柏村。三面悬壁。中轴线建有山门戏楼、献亭、圣母殿。戏楼面阔三间，进深四椽，歇山顶，斗拱华丽。拜亭筑于高台，面阔三间，进深五间，庑殿顶。

## 保护
2021年8月4日，下团柏九天圣母庙公布为第六批山西省文物保护单位，编号6-249。